# 李伯秋
李伯秋（1916年—2005年7月18日），原名李东林，辽宁省灯塔县大河南镇古树子村人。中国人民解放军开国少将。

## 生平
参加一二九学生运动。1936年考入北平师范大学教育系，同时加入中国共产主义青年团，于同年转党。
七七事变后，在韓復榘第三路军政训班工作。1938年参加徂徕山起义，被编入山东人民抗日救国军。1945年9月，任八路军第一一五师暨山东军区鲁中军区第一军分区副政委、山东军区三师政治部主任。
解放战争时期，任东北民主联军第三纵队七旅政委。
曾任中国人民解放军40军政委。1955年，授予中国人民解放军少将。
文革期间任辽宁省委书记、省革委会第一副主任。1977年被撤职。1986年5月被开除党籍、军籍，按师级干部待遇做退休处理。1990年恢复党籍、军籍，同年补授二级红星功勋荣誉章。